# Billy Reid
Billy Reid, född 18 juli 1963 i Glasgow, är en skotsk före detta fotbollsspelare som sedan 20 september 2022 är assisterande tränare i Chelsea FC. Innan var han assisterade tränare i Swansea City och Brighton Hove Albion. 

## Klubbkarriär
Reid spelade för Queen of the South FC, Clyde FC, Hamilton Academical och Stirling Albion FC under 1980-talet och 1990-talet.

## Tränarkarriär
Säsongen 2004 blev han tränare för Clyde FC. Efter en säsong som tränare i Clyde FC blev han utsedd till tränare för Hamilton Academical. Hamilton Academical vann Premier League 2008, då vann Reid även priset PFA Scotland Managers of the Year (Årets Tränare i Skottland).
År 2011 etablerades ett samarbete med Graham Potter och Hamberg som ett tränarteam i Östersunds FK. Samarbetet varade fram till 2018 då samtliga i tränarteamet började i Swansea sedan en övergångssumma betalats, som tillföll Östersunds FK. Sedan 2019 är Billy Reid assisterande tränare i Brighton, huvudtränare är Graham Potter och Björn Hamberg.
År 2017 lyckades Billy Reid tillsammans med Graham Potter (huvudtränare) ta upp Östersunds FK till Allsvenskan för första gången och slutade debutsäsongen (2016) på åttonde plats. Graham Potter blev utsedd till årets allsvenska tränare med god marginal.  Andra säsongen i Allsvenskan blev minst lika lyckosam sedan han fört Östersund till en allsvensk femteplats och succé i Europa League, där laget bland andra slog ut Galatasaray och PAOK i kvalet.